# Xã Epps, Quận Butler, Missouri
Xã Epps (tiếng Anh: Epps Township) là một xã thuộc quận Butler, tiểu bang Missouri, Hoa Kỳ. Năm 2010, dân số của xã này là 3.171 người.